# Euphydryas phaethusa
Euphydryas phaethusa är en fjärilsart som beskrevs av George Duryea Hulst 1881. Euphydryas phaethusa ingår i släktet Euphydryas och familjen praktfjärilar. Inga underarter finns listade i Catalogue of Life.